# Charles Pfizer
Charles Pfizer, nacido como Karl Christian Friedrich Pfizer, (Luisburgo, Baden-Wurtemberg; 22 de marzo de 1824 - Newport, Rhode Island; 19 de octubre de 1906) fue un químico y farmacéutico alemánafincado en Estados Unidos.

## Biografía
Karl fue el quinto hijo de un confitero alemán. Inmigró a los Estados Unidos, a causa de la Revolución de 1848, que tenía lugar entonces en la Confederación Germánica. Karl Pfizer emigró cuando aún no había terminado su formación de farmacéutico. A pesar de todo, fundó en 1849, en sociedad con su primo Charles Erhart, en la localidad de Williamsburg, distrito de Brooklyn, una industria farmacéutica a la que llamó Pfizer.
Karl Pfizer y Charles Ehrhardt tomaron prestado del padre de Pfizer la cantidad de US $ 2.500 dólares, con la que compraron un pequeño edificio en la calle Bartlett de Williamsburg, Brooklyn. Allá ellos produjeron la santonina química contra gusanos parásitos. Ellos expandieron gradualmente su línea de productos, por ejemplo, para incluir sales iodados. En 1857, el edificio se quedó pequeño y la compañía construyó una nueva oficina en el centro de Manhattan. Once años después, la oficina se trasladó al número 81 de la calle Maiden Lane, cerca de Wall Street. Uno de los primeros teléfonos de la ciudad de Nueva York fue colocado en sus instalaciones en 1878.
La empresa produjo bórax y ácido bórico hasta 1860 y fue la primera gran productora de productos químicos en los Estados Unidos. Durante la guerra civil, una arancel aduanero protector contra el tártaro importado permitió el inicio de la producción local de tártaro cremor tartari de Weinstein. El ácido tartárico era usado como medicamento en el campo de batalla para tratar heridas y enfermedades de los soldados de la Unión.
Karl Pfizer visitó frecuentemente Europa para mantener contacto con sus proveedores de materias primas. Allí conocería a su esposa, Anna Hausch, con la que se casó en Ludwigsburg en 1859. Tuvieron cinco hijos, dos de los cuales (Charles Jr. y Emile) dirigirían la empresa a su muerte. La empresa se expandió en la posguerra con la producción principal de ácido cítrico sintético y, con el tiempo, pasó a producir antibióticos.